# Lucie Cousturier

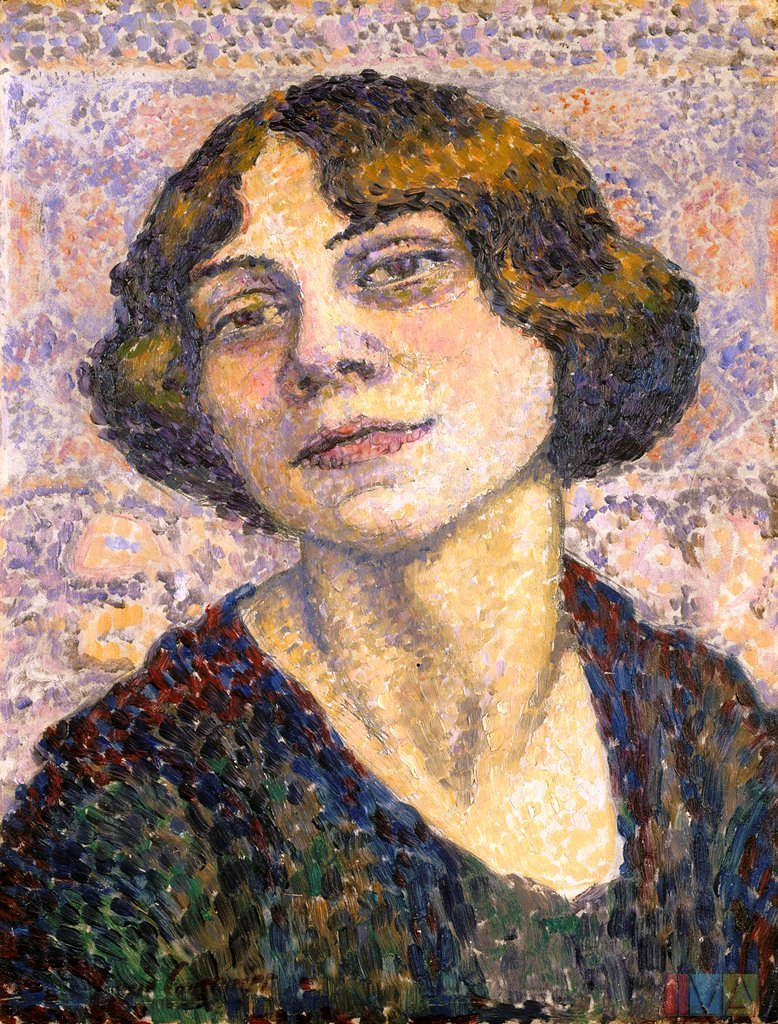
Lucie Cousturier, autorretrato.

Lucie Cousturier (París, Francia (19 de diciembre de 1876 - París, 16 de junio de 1925) fue una pintora y escritora francesa.

## Biografía
Lucie Cousturier nació en el seno de una familia acomodada. Empezó a interesarse por la pintura a los 14 años. Fue alumna de Paul Signac y de Henri-Edmond Cross. También fue amiga íntima de Georges Seurat. En 1900, se casó con Edmond Cousturier, pintor y crítico de arte. Su primera exposición fue en 1901, en el Salon des artistes indépendants; luego, desde 1906 a 1913, realizó con regularidad exposiciones individuales en París. Al principio pintaba obras de un puntillismo moderado, pero terminó encontrando un estilo más personal.
Durante la Primera Guerra Mundial, fue a vivir a Fréjus. Al lado de su casa había un campamento de tiradores senegaleses. Visitó el campamento y decidió mejorar los conocimientos de francés de los soldados, para lo que organizó clases de alfabetización en su domicilio, éste será el tema de su relato Des Inconnus chez moi (unos desconocidos en mi casa), publicado en 1920.
En 1921, viajó al África Occidental Francesa donde pintó numerosos cuadros y escribió tres libros. Lucie Cousturier fue una precursora, antes que otros intelectuales franceses comprometidos como André Gide, Voyage au Congo (viaje al Congo), 1927 y Retour du Tchad (regreso del Chad), 1928) o Michel Leiris, L'Afrique fantôme (el África fantasma), 1934. Cuando regresó a Francia, colaboró en Le Paria (el paria), «journal des prolétariats noirs et jaunes» (periódico de los proletariados negros y amarillos), y consagró el final de su vida a la lucha por la emancipación de los pueblos de otras razas.

## Obras pictóricas en museos
- Autoportrait (autorretrato), óleo sobre tabla, c. 1905-1910, Indianapolis Museum of Art, Minneapolis, Estados Unidos
- Vase de fleurs (jarrón con flores), óleo sobre lienzo, Indianapolis Museum of Art
- Femme faisant du crochet (mujer haciendo punto de gachillo), óleo sobre lienzo, c. 1908, Museo de Orsay, París, Francia

## Obras literarias
- Des inconnus chez moi (unos desconocidos en mi casa), 1920
- La Forêt du Haut-Niger (la selva del Alto Níger), 1923
- Mes inconnus chez eux, mon amie Fatou, citadine (mis desconocidos en su país, mi amiga Fatou, habitante de la ciudad),[3] París, F. Rieder y Cía, 1925
- Mon ami Soumaré, laptot (mi amigo Soumaré, descargador), 1925